# Speonomus pyreneus
Speonomus pyreneus es una especie de escarabajo del género Speonomus, familia Leiodidae. Fue descrita por Lespès en 1857. Se encuentra en Francia.

## Subespecies
Se reconocen las siguientes:
- S. p. discontignyi
- S. p. hustachei
- S. p. major
- S. p. maurasi
- S. p. nadari
- S. p. nerzici
- S. p. novemfontium
- S. p. pratensis
- S. p. pyreneus